# Sky Valley (Georgia)
Sky Valley è un comune degli Stati Uniti d'America, situato nello Stato della Georgia, all'interno della Contea di Rabun. È il comune situato alla maggiore altitudine della Georgia e si trova nella regione montuosa delle Blue Ridge Mountains, parte della catena degli Appalachi.

## Storia
Sky Valley è stata fondata come comunità pianificata negli anni '70, sviluppata principalmente attorno a un'area turistica e a un comprensorio sciistico. Il comune è stato ufficialmente incorporato nel 1978. Nel corso degli anni, si è evoluto in una località turistica e residenziale, attirando visitatori per le sue attività all'aperto, tra cui escursionismo, golf e sci.

## Geografia
La città si trova nel nord-est della Georgia, vicino al confine con la Carolina del Nord. Caratterizzata da un territorio montuoso e da un clima temperato, Sky Valley è nota per le sue altitudini elevate rispetto al resto dello stato, con un'elevazione media di circa 1200 metri sul livello del mare.

## Economia
L'economia locale è basata principalmente sul turismo, grazie alla presenza di strutture ricreative come il Sky Valley Resort, che offre attività sciistiche in inverno e golf durante il resto dell'anno. Il settore immobiliare è un'altra componente significativa, con molte residenze di villeggiatura e seconde case.

## Clima
Sky Valley ha un clima temperato umido, con estati miti e inverni relativamente freddi rispetto al resto della Georgia. Le precipitazioni sono distribuite uniformemente durante tutto l'anno, con occasionali nevicate nei mesi invernali, un fenomeno raro in gran parte dello stato.

## Trasporti
Il comune è accessibile principalmente tramite la Georgia State Route 246, che collega Sky Valley alle città vicine, tra cui Dillard e Highlands (Carolina del Nord). L'aeroporto più vicino è il Macon County Airport, situato in Carolina del Nord.

## Attrazioni
Oltre alle attività ricreative, la zona è apprezzata per la sua vicinanza a numerose aree naturali, come il Parco nazionale delle Great Smoky Mountains e la Chattahoochee National Forest, che offrono sentieri escursionistici, cascate e paesaggi panoramici.

## Demografia
La popolazione di Sky Valley è relativamente ridotta, con un numero significativo di residenti stagionali. Secondo le ultime stime censuarie, il comune ha meno di 500 abitanti permanenti, con una comunità prevalentemente composta da pensionati e villeggianti.